# Alain Platel
Pour les articles homonymes, voir Platel.
Alain Platel, né le 9 avril 1956 à Gand en Belgique, est un chorégraphe et metteur en scène belge. Il est le fondateur de Les Ballets C de la B.

## Biographie
Alain Platel commence sa formation en arts scéniques par l'apprentissage du mime à l'âge de 11 ans à l’école de mime de Marcel Hoste, puis s'inscrit plus tard dans une école de ballet. C'est en 1980 qu'il commence à créer ses propres chorégraphies qui mélangent différents arts comme la danse, le théâtre, la musique ou encore le cirque. Pour ses productions il travaille tant avec des artistes professionnels qu'amateurs.
En 1984, il fonde à Gand Les Ballets C de la B (pour Les Ballets contemporains de la Belgique), une compagnie de danse contemporaine de renommée internationale.
Alain Platel, qui a également travaillé comme orthopédagogue auprès d'enfants handicapés à l'hôpital d'Armentières,, s'intéresse particulièrement aux troubles psychologiques dans ses créations. Ainsi il rend hommage à Arthur Van Gehuchten s'inspirant de ses travaux psychiatriques et des Vêpres de la Vierge de Claudio Monteverdi et donne sa propre interprétation en combinant une musique orchestrale à la danse postmoderne. Il rend chaque sensation des acteurs, des danseurs ou des musiciens perceptibles sous un décor de mur blanc comme frontière entre les personnages et la réalité. Le chorégraphe s'inspire de ses films qui contiennent, des séquences de mouvements apparemment inutiles de patients psychiatriques.
Comme chorégraphe, Platel cherche des danseurs qui ont une certaine timidité même s’ils n’ont pas peur de s’exposer et de bouger et qui le font d’une manière très personnelle.
Alain Platel s'est temporairement retiré du monde de la création scénique en 2003, laissant aux danseurs de sa compagnie le soin de créer leurs propres spectacles. Durant cette période, il s'est consacré à un cours de langue des signes, une langue qui selon lui «ne permet pas de mentir, dont les pratiquants sont tellement entraînés qu’ils voient derrière votre façade ».
En 2006, il retrouve sa compagnie et crée de nouveaux spectacles. Il s'est installé en 2009 avec Les Ballets C de la B dans un nouveau bâtiment à Gand. En 2010, il présente Gardenia, une œuvre théâtrale dansée lors du Festival d'Avignon qui fut considérée comme l'« une des vraies réussites » de l'édition.

## Principales chorégraphies
- 1984 : Stabat Mater
- 1988 : Emma
- 1993 : Bonjour Madame, comment allez-vous aujourd'hui, il fait beau, il va sans doute pleuvoir, et cetera
- 1995 : Moeder en kind avec Arne Sierens
- 1995 : La tristeza complice
- 1996 : Bernadetje avec Arne Sierens
- 1998 : Iets op Bach
- 1999 : Tous des indiens avec Arne Sierens
- 2003 : Wolf
- 2006 : Vsprs (musique de Fabrizio Cassol)
- 2007 : Nine Finger projet collectif avec Fumiyo Ikeda et Benjamin Verdonck
- 2008 : pitié !
- 2010 : Out of Context (renommé Out of Context - For Pina en mémoire de la chorégraphe Pina Bausch[2])
- 2012:  C(h)oeurs
- 2013 : tauberbach
- 2014 : Coup Fatal[9]
- 2018 : Requiem pour L
- 2024 : "Ombra"

## Théâtre
- 2010 : Gardenia créé et mise en scène en collaboration avec Frank Van Laecke

## Filmographie
Alain Platel a participé à la réalisation de films et documentaires sur la danse :
- 2001 : Because I Sing avec Sophie Fiennes
- 2005 : Ramallah ! Ramallah ! Ramallah ! avec Sophie Fiennes
- 2006 : Les Ballets de ci de là
- 2007 : Vsprs Show and Tell avec Sophie Fiennes

## Prix et distinctions
- 2001 : Prix Europe Réalités Théâtrales[10]
- 2006 : Membre de l'Académie des arts de Berlin[11]
- 2012 : Docteur honoris causa de l'université d'Artois (Arras)
- 2015 : Commandeur des Arts et des Lettres[12]
- 2016 : Docteur honoris causa de l'université de Gand[13]